# Nadeschda Nikolajewna Koschewerowa
Nadeschda Nikolajewna Koschewerowa (russisch Надежда Николаевна Кошеверова; * 10. Septemberjul. / 23. September 1902greg. in Sankt Petersburg; † 22. Februar 1989 in Moskau) war eine sowjetische Filmregisseurin russischer Herkunft.

## Leben
Koschewerowa besuchte ab 1923 die Schauspielschule in Petrograd und war anschließend als Schauspielerin an Theatern in Leningrad aktiv. Von 1925 bis 1928 lernte sie an der „Fabrik des exzentrischen Schauspielers“ (FEKS). Im Jahr 1929 kam Koschewerowa zur Lenfilm und arbeitete unter anderem als Regieassistentin von Grigori Kosinzew und Leonid Trauberg an Maxims Jugend und Maxims Rückkehr der Maxim-Trilogie mit. Ihr erster eigener Film als Regisseurin wurde 1937 die Maxim-Gorki-Verfilmung Однажды осенью, die als verschollen gilt. Ihr Durchbruch wurde die 1939 gedrehte die Eisenbahner-Komödie Blockstelle 145, die sie zusammen mit Juri Musykant drehte.
Koschewerowas erfolgreichstes Regiefeld wurde jedoch der Märchenfilm. Erstmals hatte sie 1944 an der Seite von Michail Schapiro mit der Tschaikowski-Verfilmung Pantöffelchen nach der gleichnamigen Oper einen Märchenfilm gedreht. Legendär ist der reich ausgestattete Märchenfilm Aschenbrödel, in dem sie die 37-jährige Janina Scheimo in der Hauptrolle besetzte. Vor allem in den 1960er und 1970er Jahren entstanden verschiedene Märchenfilme, die teilweise auch in der DDR in die Kinos kamen. Daneben drehte sie Filmkomödien und Filme für Kinder, darunter Und dann kam Bumbo nach einer Geschichte von Alexander Kuprin. Ihre letzte Regiearbeit wurde 1987 Das Märchen vom verliebten Maler.

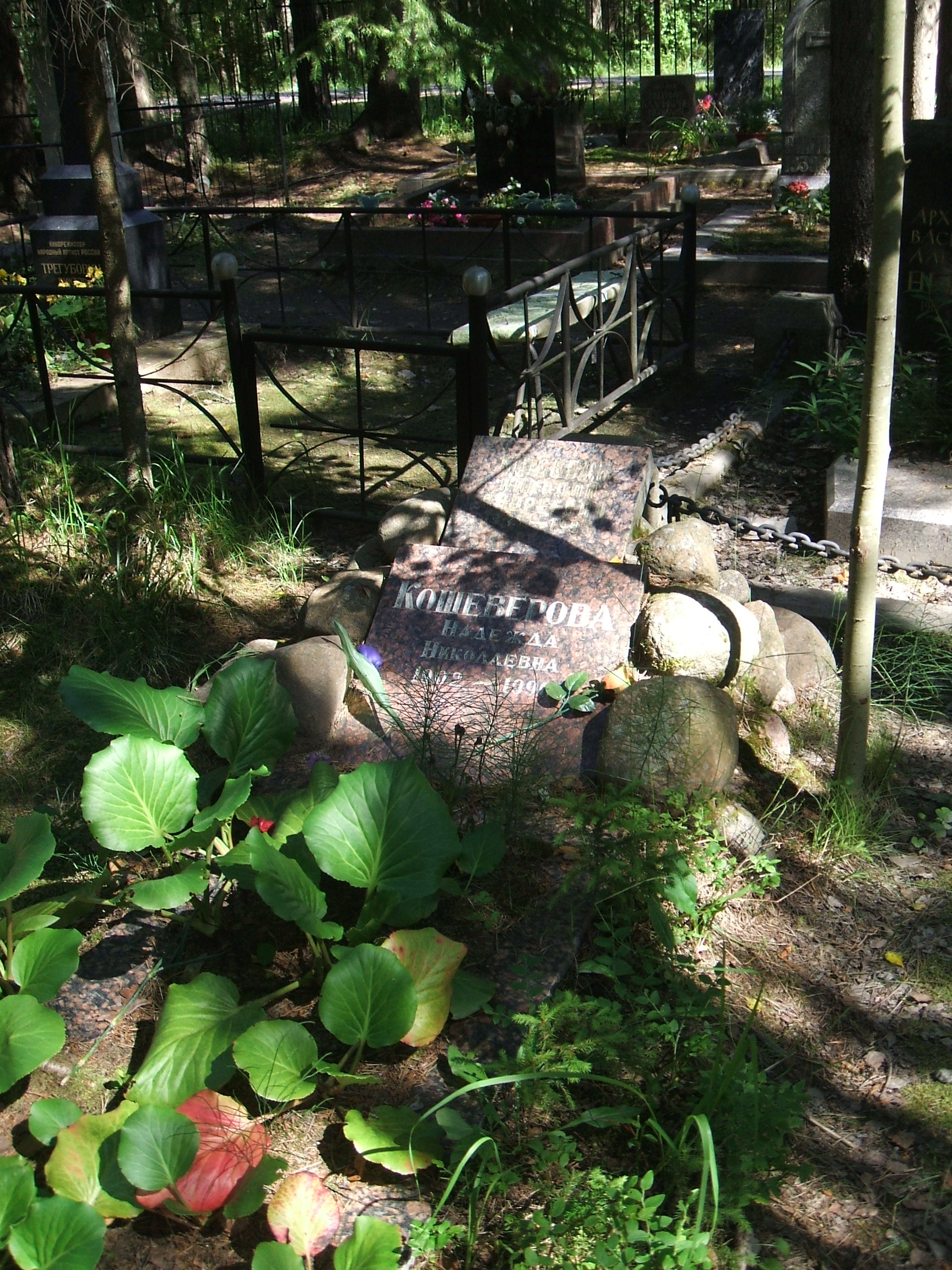
Ruhestätte Nadeschda Koschewerowas in Komarowo

Koschewerowa war in erster Ehe mit Regisseur Nikolai Akimow verheiratet. Aus ihrer zweiten Ehe mit Kameramann Andrei Moskwin entstammte ein Sohn. Koschewerowa verstarb 1989 und wurde auf dem Friedhof in Komarowo beigesetzt.

## Filmografie
- 1937: Однажды осенью (Odnaschdy osenju)
- 1940: Blockstelle 145 (Arinka)
- 1940: Галя (Galja) (Kurzfilm)
- 1944: Pantöffelchen (Tscherewitschki) – auch Drehbuch
- 1947: Aschenbrödel (Soluschka)
- 1953: Весна в Москве (Wesna w Moskwe) (Fernsehspiel) – auch Drehbuch
- 1953: Тени (Teni) (Fernsehspiel)
- 1954: Die Tigerbändigerin (Ukrotitelniza tigrow)
- 1956: Медовый месяц (Medowy mesjaz)
- 1958: Шофёр поневоле (Schofjor ponewole)
- 1961: Vorsicht, Oma! (Ostoroschno, babuschka!)
- 1963: Каин XVIII (Kain VVIII)
- 1966: Heute neue Attraktionen (Sewodnja nowy attrakzion)
- 1968: Ein uraltes Märchen (Staraja, staraja skaska)
- 1971: Тень (Ten)
- 1974: Zarewitsch Proscha
- 1977: Wie der dumme Iwanuschka das Wunder suchte (Kak Iwanuschka-duratschok sa tschudom chodil)
- 1980: Die Nachtigall (Solowei)
- 1982: Die Prinzessin mit der Eselshaut (Oslinaja schkura)
- 1984: Und dann kam Bumbo (I wot prischel Bumbo...)
- 1987: Das Märchen vom verliebten Maler (Skaska pro bljubljonnogo maljara)